# غرايم سنوكس
غرايم دونالد سنوكس (بالإنجليزية: Graeme Snooks)‏ (من مواليد 1944 في بيرث، أستراليا الغربية) يعتبر من منظري النظم وعلم طبقات الأرض الذي طور نظرية ديناميكية عامة لشرح أنظمة المعيشة المعقدة. تم استخدام «نظرية الإستراتيجية الديناميكية» الناتجة لتحليل ثروات الحياة المتقلبة على مدار الـ4000 مليون سنة الماضية والمجتمع الإنساني على مدار المليوني سنة الماضيتين؛ لتحليل المشكلات الاقتصادية المعاصرة (التضخم، الأزمات المالية، تغير المناخ)؛ لاستكشاف القضايا الاجتماعية والسياسية (التوسع السكاني، وظهور الديمقراطية، و«صدام الحضارات»)؛ لتحليل ظهور وتشغيل وخلل العقل؛ ولعمل تنبؤات علمية حول المستقبل.